# Особняк Ракова
Особняк Ракова — будівля, що розташована в Сімферополі за адресою вул. Шмідта, 15. Особняк побудований у 1907 році у стилі модерн.

## Архітектура
Будинок побудований асиметричним у стилі модерн. Будівля вирізняється двох'ярусною прямокутною металевою вежею з шатровим завершенням. Головний фасад прикрашений виступаючим карнизом, який тримається на дерев'яних кронштейнах, установлених на кутах вежі. Вікна виконані в омегоподібній формі. Між поверхами виконана аркатура.
У будівлі є кілька виходів. Біля парадних дверей на постаменті встановлений мармуровий лев. Один із бічних фасадів прикрашений п'ятигранним еркером. Приміщення другого поверху має балкон, що спирається на чотиригранні колони.

Особняк побудований на бутовому фундаменті. Цоколь виконаний із вапняку, а стіни з черепашнику. Збереглися фрагменти ліпнини стель і стін. Виходячи з числа мешканців будинку, інтер'єр неодноразово змінювався. Одна з мешканок будинку вказувала на те, що в будинку були наявні два каміна.

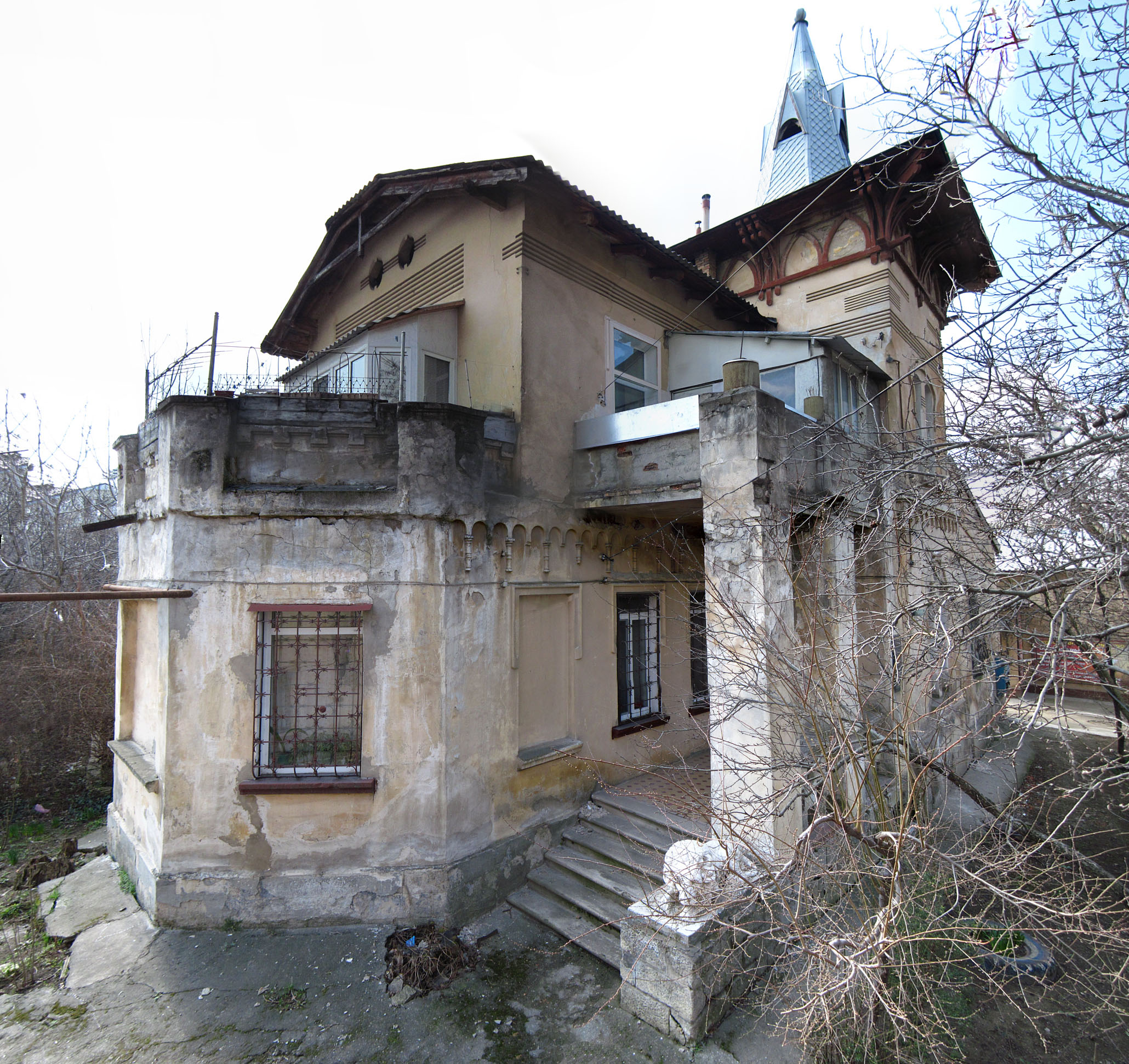
Боковий вигляд центрального фасаду
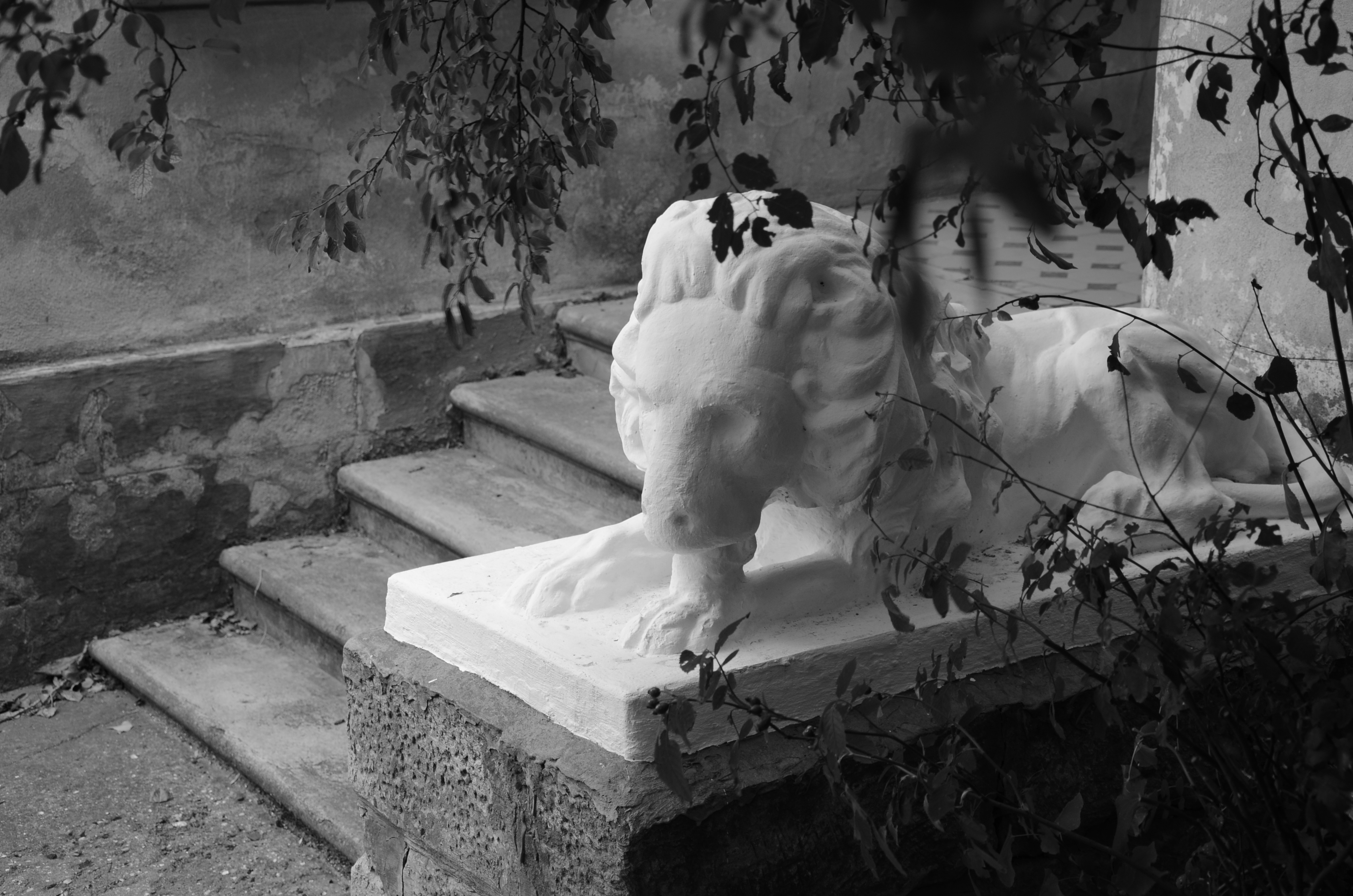
Мармуровий лев біля центрального входу

## Історія

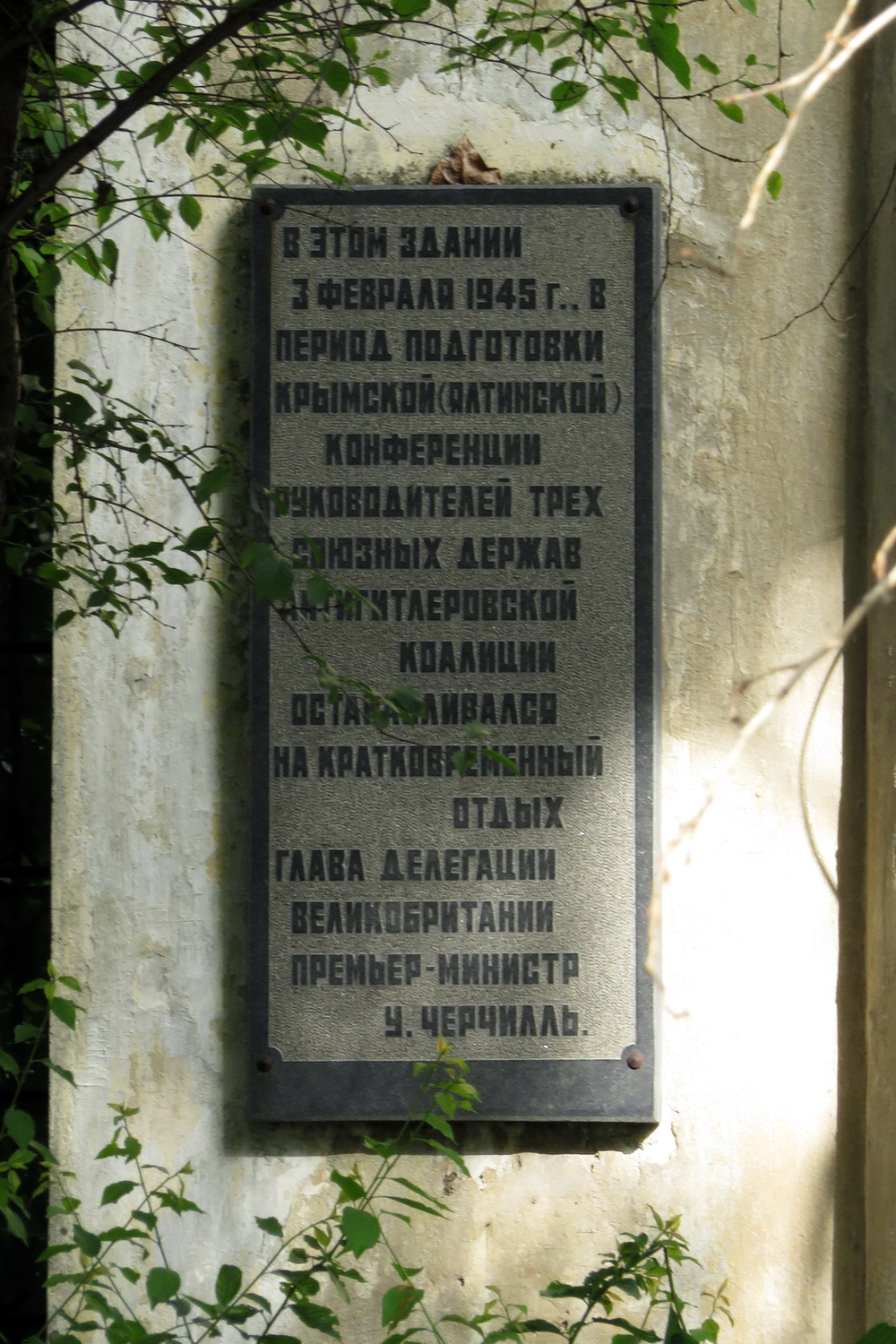
Пам'ятна дошка

Будинок побудований у 1907 році. Імовірно, будівля спочатку належала дворянину Костянтину Діонісійовичу Ракову.
Після громадянської війни в Росії будівлю було націоналізовано і використовувалася як готель Ради Народних Комісарів Кримської АРСР.
У готелі 3 лютого 1945 року перебував прем'єр-міністр Великої Британії Вінстон Черчилль, який прямував із делегацією з аеродрому «Саки» в Алушту на Ялтинську конференцію. Пробувши в будівлі близько години, він відправився далі. Існує легенда про те, що Черчилль виходив на балкон другого поверху і дивився на зенітний полк, розташований на території нинішнього дитячого парку. На згадку про перебування Черчилля встановлена пам'ятна дошка на якій вказано: «У цьому будинку 3 лютого 1945 року в період підготовки кримської (ялтинської) конференції трьох союзних держав антигітлерівської коаліції зупинявся на короткочасний відпочинок глава делегації Великої Британії прем'єр-міністр В. Черчилль».
Готель розташовувався в будівлі до 1946 року, після чого вона була перетворена в багатоквартирний будинок. Станом на 2001 рік у будинку було 13 квартир.
Рішенням Кримського облвиконкому від 5 червня 1984 року особняк Ракова поставлений на облік. Указом № 126 уряду Криму від 30 квітня 1995 року особняк Ракова був включений до Державного реєстру нерухомих пам'яток історії та культури за № 1321. Постановою Ради Міністрів Республіки Крим від 20 грудня 2016 року № 627 особняк включений до переліку об'єктів культурної спадщини регіонального значення.
Згідно з муніципальною програмою «Розвитку культури та культурної спадщини на 2016—2020 роки» особняк Ракова значиться як муніципальна власність Сімферополя.